# Nederlandse Vereniging tot bevordering van de Zondagsrust en de Zondagsheiliging
De Nederlandse Vereniging tot bevordering van de Zondagsrust en de Zondagsheiliging, kortweg Vereniging Zondagsrust, werd op 12 mei 1954 te Ede opgericht. Deze vereniging, met ongeveer 26.000 leden (2022), wil de zondagsrust en zondagsheiliging bevorderen. De vereniging beschouwt de zondag als Sabbatdag. Oprichter was de Oud Gereformeerde dominee Jacob van Prooijen die tot aan zijn overlijden in 1991 voorzitter van de vereniging was.
Tot de taken die de vereniging zich stelt hoort onder meer het aanschrijven van instanties en bedrijven die de zondag ontheiligen. Het opperen van de mogelijkheid dat de Elfstedentocht op een zondag gereden zou kunnen worden was begin februari 2012 aanleiding tot het schrijven van een brief aan de Koninklijke Vereniging De Friesche Elf Steden met het verzoek om niet op zondag te rijden  of zelfs maar te vergaderen.  In juni 2013 schreef de vereniging een brief aan alle Nederlandse gemeenten om de zondagsopening van winkels op zondag niet toe te staan. Ze schreef de gemeenten aan, omdat de landelijke overheid het besluit hierover bij de gemeenten gelegd heeft.